# Apothekenbetriebsordnung
Die Apothekenbetriebsordnung (ApBetrO) regelt die Details des Betriebs von Apotheken (öffentliche Apotheken, Krankenhausapotheken, Not- und Zweigapotheken und Krankenhausversorgende Apotheken) in Deutschland und wurde auf Basis der Verordnungsermächtigung in § 21 Apothekengesetz erlassen.
Die Apothekenbetriebsordnung ist in den vergangenen Jahren mehrfach geändert worden. Im Juni 2012 sind erneut umfangreiche Änderungen in Kraft getreten.

## Betrieb von öffentlichen Apotheken
Öffentliche Apotheken müssen durch einen Apothekenleiter (im Regelfall der Besitzer der Apotheke) persönlich geführt werden. Der Apothekenleiter ist für den ordnungsgemäßen Betrieb der Apotheke verantwortlich: er hat dafür Sorge zu tragen, dass die Apotheke unter Beachtung aller geltenden Vorschriften betrieben wird. Neben Arzneimitteln dürfen nur apothekenübliche Waren wie etwa Medizinprodukte, Chemikalien, Mittel zur Aufzucht von Tieren, Schädlingsbekämpfungsmittel und Pflanzenschutzmittel im Sortiment angeboten werden.
Das Apothekenpersonal teilt sich in zwei Gruppen ein: Pharmazeutische Tätigkeiten, hierzu zählen insbesondere die Abgabe von Arzneimitteln sowie Information und Beratung über Arzneimittel, dürfen nur vom pharmazeutischen Personal (v. a. Apotheker, Pharmazieingenieure, pharmazeutisch-technische Assistenten) ausgeübt werden. Das nicht-pharmazeutische Personal (v. a. pharmazeutisch-kaufmännische Angestellten) kann hier begrenzt Unterstützung leisten und hat seine Hauptaufgabe in der Warenwirtschaft.
Mindeststandards bezüglich der Räumlichkeiten einer Apotheke sind genau definiert: so muss eine öffentliche Apotheke mindestens eine Offizin (den Verkaufsraum), ein Labor, Lagerraum und ein Nachtdienstzimmer (für den Aufenthalt während des Apothekennotdienstes) mit einer Gesamtfläche von 110 m² aufweisen. Grundsätzlich sollen alle Betriebsräume der Apotheke direkt aneinander angrenzen; ausgenommen sind dabei jedoch das Nachtdienstzimmer, bei Versandapotheken die Räume für die Abwicklung des Arzneimittelversands sowie Räume für die ausschließliche Zytostatika-Herstellung. Weiterhin wird vorgeschrieben, welche Geräte (zur Eigenherstellung von Arzneimitteln in der Apotheke), welche wissenschaftlichen Hilfsmittel (z. B. das Arzneibuch) und apothekenrelevante Gesetzeswerke vorgehalten werden müssen.
Die Herstellung von Arzneimitteln in Form von Rezeptur und Defektur und auch die Prüfung insbesondere von Fertigarzneimitteln sind ebenso geregelt wie die Anforderungen an den Versandhandel mit Arzneimitteln. Bestimmte, in dringenden Fällen wie etwa Vergiftungen sofort erforderliche Arzneimittel müssen in jeder Apotheke vorgehalten werden, oder kurzfristig beschaffbar sein (Notfalldepot). Explizit festgeschrieben werden auch die Pflicht des Apothekers zur Erfassung von Arzneimittelrisiken sowie seine Aufgaben in der Arzneimittelinformation gegenüber Patienten und anderen Heilberuflern.

## Betrieb von Krankenhausapotheken
Bei den Regelungen zum Betrieb von Krankenhausapotheken wird zum überwiegenden Teil auf die auch für öffentliche Apotheken gültigen Vorschriften verwiesen. Unterschiede gibt es beispielsweise beim Apothekenleiter. Dieser ist Angestellter des Krankenhauses (kein selbständiger Unternehmer) und darf sich bei Abwesenheit nur durch einen Apotheker vertreten lassen (in öffentlichen Apotheke kann dies auch durch einen Apothekerassistenten oder einen Pharmazieingenieur erfolgen). Es gelten andere Anforderungen an die Räumlichkeiten (so sind beispielsweise zwei Laboratorien vorgeschrieben, Grundfläche der Betriebsräume muss insgesamt mindestens 200 m² betragen) und an die vorzuhaltenden Arzneimittel (müssen den Bedarf für zwei Wochen abdecken statt für eine).

## Vorgeschriebene Ausstattung
Die bis zur Novelle 2012 gültigen 4 Anlagen sind entfallen, ihr Inhalt wird in den jeweiligen Paragrafen (§ 15 – Arzneimittel, § 4 – Geräte, § 5 – wissenschaftliche und sonstige Hilfsmittel) beschrieben. An die Anforderungen hinsichtlich Größe und Beschaffenheit der Räumlichkeiten sind für alle Apotheken Vorgaben für die Gestaltung der Rezeptur (Abtrennung) und der Offizin gekommen (Diskretionszone). Für Apotheken, die Arzneimittel stellen (Heimversorgung) oder verblistern sind neue Regelungen hinzugekommen, die sich auch in den Anforderungen an hierfür benötigte Räume niederschlagen.

## Stets vorzuhaltende Arzneimittel
Unabhängig von den grundsätzlich, aber nicht detailliert vorgeschriebenen Arzneimitteln (durchschnittlicher Wochenbedarf) müssen folgende Arzneimittel für Notfälle in jeder Apotheke stets verfügbar sein (§ 15 Abs. 1 Satz 2 ApBetrO):
- Analgetika
- Betäubungsmittel, darunter Opioide zur Injektion sowie zum Einnehmen mit unmittelbarer Wirkstofffreisetzung und mit veränderter Wirkstofffreisetzung
- hochdosierte Corticosteroidlösung zur Injektion
- Antihistaminika zur Injektion
- Mittel zur Behandlung von Rauchgasvergiftungen
- Antischaum-Mittel
- Medizinische Kohle
- Tetanusimpfstoff
- Tetanus-Hyperimmunglobulin
- Epinephrin zur Injektion
- Isotonische Kochsalzlösung zur Injektion
- Verbandstoffe, Einwegspritzen und -kanülen, Katheter, Überleitungsgeräte für Infusionen sowie Produkte zur Blutzuckerbestimmung.

Darüber hinaus müssen folgende Arzneimittel für Notfälle von jeder Apotheke vorrätig gehalten oder kurzfristig beschafft werden können (§ 15 Abs. 2 Satz 2 ApBetrO):
- Diverse Immunsera und Antitoxine
- Opioide in transdermaler und transmukosaler Darreichungsform

Während die Beschaffung der Immunsera über bestimmte Krankenhäuser ein bereits seit Jahrzehnten bewährtes und erprobtes Konzept darstellt, ist aus juristischen Gründen die Beschaffung von Betäubungsmitteln aus Krankenhäusern für öffentliche Apotheken nicht möglich. Allenfalls zwischen Haupt- und Filialapotheken ist ein solcher Transfer erlaubt. Aus diesem Grund vertreten die Apothekerkammern die Ansicht, dass transdermale und transmucosale Opioide also in jeder öffentlichen Apotheke zusätzlich zu den bereits oben genannten Betäubungsmitteln vorrätig sein müssen.

## Ziele der Novelle von 2012
Die wesentlichen Ziele der Vierten Verordnung zur Änderung der ApBetrO vom 5. Juni 2012 waren eine verbesserte Arzneimittelsicherheit, insbesondere bei der Arzneimittelherstellung sowie bei der Information und Beratung und eine verbesserte Versorgung durch die Apotheke.
Eingefügt bzw. geändert wurden beispielsweise:
- § 2a: ein zusätzliches Qualitätsmanagementsystem (QMS) für pharmazeutische Tätigkeiten. Das von den meisten Apotheken bereits eingeführte QMS diente der Vertragserfüllung mit den Krankenkassen, um die Berechtigung zur Belieferung mit Hilfsmitteln zu erhalten wie Kanülen für Diabetiker, Kompressionsstrümpfe etc.
- § 4: Die Mindestraumgröße von 110 m² blieb unverändert. Zusätzlicher Raumbedarf ergibt sich jedoch dann, wenn in der Apotheke die speziellen Herstellverfahren (Parenteraliaherstellung, Stellen von Arzneimitteln, Verblisterung) durchgeführt werden, an die aus Gründen der Arzneimittelsicherheit besondere Raumforderungen gestellt werden müssen.
- § 6 bis § 8: Anforderungen an die Prüfung, Herstellung und Dokumentation von Rezepturarzneimitteln
- § 11a: Apotheken dürfen ausgewählte pharmazeutische Tätigkeiten an externe Betriebe vergeben.
- Prüfgeräte, Prüfmittel und Maßlösungen werden nicht mehr im Einzelnen aufgelistet (bisher in Anlage 1 der Apothekenbetriebsordnung).
- § 20: Analyse und Beratung im Rahmen des Medikationsmanagements gemäß § 3 Abs. 4 ApBetrO sind als besonders anspruchsvolle Apothekertätigkeiten nicht übertragbar.